# Kościół Niepokalanego Poczęcia Najświętszej Maryi Panny w Kurzeńcu
Kościół Niepokalanego Poczęcia Najświętszej Maryi Panny w Kurzeńcu – kościół parafialny w Kurzeńcu na Białorusi.

## Historia
Po pożarze miasteczka i pierwszej świątyni katolickiej, w 1810 r. kościół odbudował ówczesny proboszcz ks. Sulistrowicz. Po zamknięciu przez władze carskie i przebudowie na cerkiew, w okresie dwudziestolecia międzywojennego kościół odzyskali katolicy. W latach 40. XX w. kościół został zamknięty, a później zniszczony. Na jego fundamentach zbudowano kołchozowy kantor.  Po połączeniu dwóch miejscowych kołchozów, w 2012 r. państwo przekazało budynek parafii. W latach 2012–2016 został on przebudowany na kościół i poświęcony przez arcybiskupa mińsko-mohylewskiego ks. Tadeusza Kondrusiewicza.